# Pedralbes
Pedralbes és un dels tres barris del districte de les Corts de la ciutat de Barcelona. Abans de la divisió administrativa del 1984, el barri formava part de Sarrià, i més enrere havia format part de l'antic municipi de Sant Vicenç de Sarrià, annexat al de Barcelona el 1921.
Limita amb el barri de les Corts per l'avinguda Diagonal, amb el barri de Sarrià per llevant i per ponent amb la serra de Collserola, de la qual inclou el puig de Sant Pere Màrtir.
Al barri, li dona nom el monestir de Pedralbes (fundat l'any 1326) i no començà la urbanització d'aquesta zona fins al segle xx. Nasqué com a projecte de ciutat jardí per a l'alta burgesia promogut per la família Güell. La ciutat jardí de Pedralbes fou un fracàs relatiu i finalment la família Güell cedí al rei Alfons XIII la Torre Güell, que es convertí en el Palau Reial de Pedralbes.
Pedralbes és, avui, la zona residencial de més alt nivell de Barcelona, amb grans mansions envoltades de jardins, com a l'entorn de l'avinguda de Pearson i del parc de l'Oreneta, o blocs aïllats amb pisos de luxe, com als entorns de l'avinguda de Pedralbes i de la carretera d'Esplugues.
Entre el 1958 i 1975 s'hi construí la Ciutat Universitària, ara anomenada Zona Universitària i que s'amplià entre el 1990 i 1996 amb la construcció del Campus Nord. A més d'universitats, els antics camps i masies han donat lloc a edificis residencials de luxe, seus d'empreses i entitats financeres.

## Curiositats
Joan Miró va retratar el barri en la seva obra Carrer de Pedralbes, conservada a la Fundació Joan Miró de Barcelona.